# Elección presidencial de Italia de 2006
La elección de 2006 del Presidente de la República Italiana tuvo lugar entre el 8 y el 10 de mayo.
El presidente saliente es Carlo Azeglio Ciampi; Giorgio Napolitano elegido en la cuarta vuelta con 543 votos frente a los 42 de Umberto Bossi. Ciampi, cuyo mandato expiró el 18, dimite el 15. Napolitano presta juramento el mismo día. Napolitano se convirtió en el primer (y hasta hora único) excomunista en convertirse en jefe de Estado.

## Fecha de votación
La disolución de las cámaras de la XIV legislatura de la República Italiana afecta la fecha de las elecciones para presidente. Según el artículo 85 de la Constitución italiana, sin la disolución de las cámaras, la convocatoria para la elección debería haber tenido lugar el 18 de abril de 2006 o treinta días antes de la expiración del mandato de Ciampi. El mismo artículo 85 menciona: Si las Cámaras se disuelven, o faltan menos de tres meses para su terminación, (la convocatoria) tiene lugar dentro de los quince días siguientes a la reunión de las nuevas Cámaras . La XV legislatura toma posesión el 28 de abril y en cumplimiento de la Constitución, el 2 de mayo el presidente de la Cámara de Diputados Fausto Bertinotti fija la primera votación para el 8 de mayo de 2006 .

## Elección
En la primera vuelta, los partidos de centro izquierda votaron en blanco mientras que el candidato de la Casa delle Libertà abandera a Gianni Letta. En la segunda y tercera papeletas, ambos bandos votan en blanco blanca a  Umberto Bossi. 
Giorgio Napolitano fue elegido, sin problemas particulares, en la 4ª vuelta, con 543 votos, todos provenientes de centro-izquierda.

### Preferencias porGiorgio Napolitano
| Escrutinio | Votos | Porcentaje |
| ---------- | ----- | ---------- |
| I          | 8     | 0,8%       |
| II         | 15    | 1,5%       |
| III        | 16    | 1,6%       |
| IV         | 543   | 54,85%     |

- Datos: Q588041